# Kap Washington
Kap Washington är en udde i Grönland (Kungariket Danmark). Den ligger i den norra delen av Grönland, 2 200 km norr om huvudstaden Nuuk.
Terrängen inåt land är kuperad. Havet är nära Kap Washington åt nordost.  Trakten runt Kap Washington är nära nog obefolkad, med mindre än två invånare per kvadratkilometer. Det finns inga samhällen i närheten. Trakten runt Kap Washington är permanent täckt av is och snö.